# Sophie Wilson
Sophie Mary Wilson CBE FRS FREng DistFBCS (* červen 1957) je anglická počítačová vědkyně, která se podílela na návrhu BBC Micro a architektury ARM.
Wilsonová poprvé navrhla mikropočítač během přestávky ve studiu na Selwyn College v Cambridge. Následně nastoupila do společnosti Acorn Computers a podílela se na návrhu počítače BBC Micro, včetně programovacího jazyka BBC BASIC, jehož vývoj vedla následujících 15 let. V roce 1983 začala poprvé navrhovat počítač s redukovanou instrukční sadou ARM (RISC), který se začal vyrábět o dva roky později. Stal se populárním ve vestavěných systémech a nyní je nejrozšířenější procesorovou architekturou v chytrých telefonech. V současné době je Wilsonová ředitelkou technologického konglomerátu Broadcom Inc. V roce 2011 byla v časopise Maximum PC uvedena na 8. místě v článku „15 nejdůležitějších žen v historii techniky“, v roce 2019 byla jmenována komandérkou Britského impéria.

## Mládí a vzdělání
Narodila a vyrůstala v Leedsu v hrabství Yorkshire v rodině rodičů, kteří byli oba učitelé, její otec se specializoval na angličtinu a matka na fyziku. Od roku 1975 studovala informatiku a matematický tripos na Selwyn College na Cambridgeské univerzitě a byla členkou tamní Mikroprocesorové společnosti. O velikonočních prázdninách na univerzitě Wilsonová navrhla mikropočítač s mikroprocesorem MOS Technology 6502, inspirovaný dřívějším MK14, který se používal k elektronickému řízení krmení krav.

## Kariéra
V roce 1978 nastoupila do společnosti Acorn Computers Ltd. poté, co navrhla zařízení, které mělo zabránit tomu, aby jiskry ze zapalovače cigaret spouštěly výplaty na automatech na ovoce. Wilsonové návrh počítače použili Chris Curry a Hermann Hauser při konstrukci počítače Acorn Micro-Computer, prvního z dlouhé řady počítačů, které společnost prodávala.
V červenci 1981 rozšířila dialekt programovacího jazyka Acorn Atoms BASIC do vylepšené verze pro mikropočítač Acorn Proton, díky němuž Acorn získal zakázku od British Broadcasting Corporation (BBC) na ambiciózní projekt počítačového vzdělávání. Hauser použil podvod, když Wilsonové a jejímu kolegovi Stevu Furberovi řekl, že dohoda s BBC zní, že prototyp bude postaven do týdne. Sophie Wilson výzvu přijala a od pondělí do středy navrhla systém včetně desky plošných spojů a komponent, což vyžadovalo, aby nové rychlé integrované obvody DRAM byly dodány přímo od společnosti Hitachi. Ve čtvrtek večer byl prototyp postaven, ale software měl chyby, takže musela zůstat vzhůru celou noc a v pátek ladit. Wilsonová vzpomínala, že při pokusech o odladění a přepájení prototypu sledovala na malé přenosné televizi svatbu prince Charlese a lady Diany Spencerové. U BBC to byl úspěch a společnost Acorn získala zakázku. Spolu s Furberem byla Wilsonová přítomna v zákulisí prvního vysílání těcho počítačů v televizi, pro případ, že by bylo potřeba něco rychle opravit. Později tuto událost popsala jako „jedinečný okamžik v době, kdy veřejnost chtěla vědět, jak tyto věci fungují, a mohla se nechat ukázat a naučit programovat“.
Z Protonu se stal počítač BBC Micro a jeho BASIC se vyvinul v BBC BASIC, jehož vývoj vedla Wilson po dalších 15 let. Kromě programování psala také manuály a technické specifikace, protože si uvědomovala, že důležitou součástí úspěchu je komunikace.
V říjnu 1983 začala Wilson navrhovat instrukční sadu pro jeden z prvních počítačových procesorů s redukovanou instrukční sadou (RISC), Acorn RISC Machine (ARM). Dne 26. dubna 1985 byl dodán ARM1, který fungoval napoprvé. Tento typ procesoru se později stal jedním z nejúspěšnějších IP jader – licencovaných jader CPU – a do roku 2012 se používal v 95 % chytrých telefonů.
Wilson navrhla Acorn Replay, architekturu videa pro počítače Acorn. Ta zahrnovala rozšíření operačního systému pro přístup k videu a také kodeky optimalizované pro provoz videa s vysokou snímkovou frekvencí na procesorech ARM od ARM 2 dále.
V letech po vstupu na burzu v roce 1990 byla nevýkonnou ředitelkou technologické a herní společnosti Eidos plc, která koupila a vytvořila Eidos Interactive. Také byla konzultantkou společnosti ARM Ltd, když se ta v roce 1990 oddělila od Acornu.

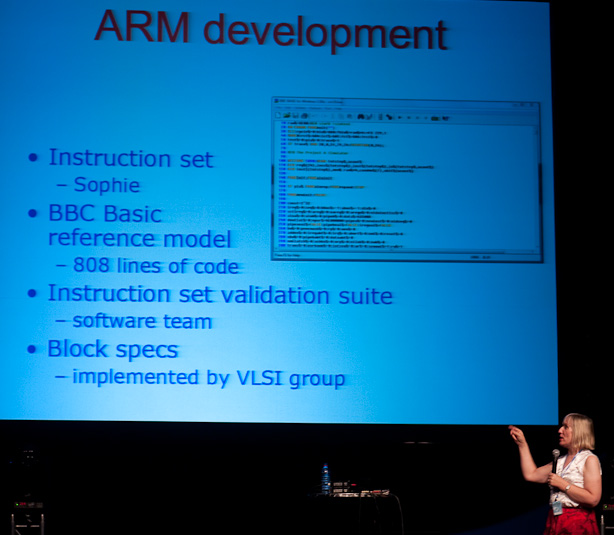
Sophie Wilson přednáší o vývoji ARM architektury. Rok 2009.

Od zániku společnosti Acorn Computers Wilson několikrát veřejně vystoupila a hovořila o své práci.
Nyní je ředitelkou oddělení návrhu integrovaných obvodů v britské pobočce Broadcomu v Cambridge. Byla také hlavní architektkou procesoru Broadcom Firepath. Firepath má svou historii ve společnosti Acorn Computers, která se po přejmenování na Element 14 rozpadla v rámci akvizice, přičemž jméno Element 14 bylo převedeno na novou společnost, kterou nakonec v roce 2000 koupil Broadcom.
V roce 2011 byla Wilsonová uvedena na osmém místě žebříčku Maximum PC v článku s názvem „15 nejdůležitějších žen v historii techniky“.

## Vyznamenání a ocenění
V roce 2012 získala Sophie Wilson od Muzea počítačové historie v Kalifornii ocenění Fellow Award „za svou práci se Stevem Furberem na počítači BBC Micro a procesorové architektuře ARM“. V roce 2009 byla zvolena členkou Královské akademie inženýrství a v roce 2013 členkou Královské společnosti. V roce 2014 obdržela cenu Lovie Lifetime Achievement Award jako uznání za vynález procesoru ARM. V roce 2016 se stala čestnou členkou své alma mater, Selwyn College v Cambridgi. V roce 2020 byla oceněna jako Distinguished Fellow of the British Computer Society. V roce 2016 se stala čestnou členkou British Computer Society.
V roce 2019 byla v rámci narozeninového vyznamenání jmenována komandérkou Řádu britského impéria (CBE) za zásluhy v oblasti výpočetní techniky.

## Osobní život
V roce 1994 podstoupila Wilsonová medicínskou tranzici. Ráda fotografuje a angažuje se v místní divadelní skupině, kde má na starosti kostýmy a kulisy a hrála v několika představeních. Zahrála si také epizodní roli hospodské v televizním filmu BBC Micro Men, kde její mladší já ztvárnil Stefan Butler.